# فرانتیشک لیستوپاد
فرانتیشک لیستوپاد (انگلیسی: František Listopad; ۲۶ نوامبر ۱۹۲۱ – ۱ اکتبر ۲۰۱۷) شاعر، نثر نویس، مقاله‌نویس، کارگردان تئاتر و تلویزیون چک، مروج ادبیات و فرهنگ چک در خارج از کشور بود، و به عنوان متخصص اندیشه و محصول فرهنگی اروپای مرکزی شناخته می‌شد. او در ۲۶ نوامبر ۱۹۲۱ در پراگ به دنیا آمد و در ۱ اکتبر ۲۰۱۷ در لیسبون درگذشت. نام خانوادگی او از نام ماه نوامبر به زبان چکی گرفته شده که ماه تولد او است. پس از فارغ‌التحصیلی از مدرسه گرامر ییراسک، در دانشکده فلسفه دانشگاه چارلز به تحصیل در رشته زیبایی‌شناسی و علوم ادبی پرداخت. در طول جنگ او یکی از اعضای جنبش غیرقانونی آزادی ("Hnutí za svobodu") بود و پدر و خواهرش زندانی شدند. به او نشان نظامی چکسلواکی، پرتغالی، یوگسلاوی و فرانسه اعطا شد. او یکی از بنیانگذاران روزنامه Mladá fronta بود. در سال ۱۹۴۷، او وابسته مطبوعاتی سفارت چکسلواکی در پاریس و سردبیر هفته نامه پاریس Parallele 50 بود. پس از فوریه ۱۹۴۸ به کشورش فراخوانده شد، اما در پاریس ماند. او تا سال ۱۹۵۸ برای ORTF کار کرد، زمانی که به پرتغال رفت، جایی که از آن زمان تا پایان عمر در آنجا زندگی کرد. در سال ۲۰۰۷، جایزه ادبی La fondation de la Charte 77 به او اهدا شد.